# Chakri-dynastiet
Chakri-dynastiet er den thailandske kongeslægt, der har regeret Thailand siden grundlæggelsen af Ratthanakosin-æraen i 1782 efter at kong Taksin af Thonburi blev erklæret sindssyg og hovedstaden for Siam (det tidligere navn for Thailand) blev flyttet over Chao Phraya floden til øen Ratthanakosin i det område, der blev betegnet Bangkok, og som gradvis udviklede sig til den internationale metropol, som Bangkok i dag udgør.
Chakri-symbolet, der udgør kongefamiliens emblem eller våbenskjold er sammensat af det symbolske tegn for kraftcenter (Chakra = hjul, cirkel) kombineret med en trefork (Trisula), det rituelle våben for guden Narai. Narai er en avatar eller manifestation af guden Vishnu som den thailandske konge anses for at være en jordisk manifestation af. Betegnelsen Chakri udtrykker i forbindelse med det funktion som kongeligt våbenskjold en åndeligt overleveret styrke baseret på guddommelige kræfter, der kan medvirke til at styrke og opretholde stabilitet i den fysiske verden.
Forud for grundlæggelse af dynastiet opretholdt kong Buddha Yodfa Chulalok den Store (Rama I) en titel som Chao Pharaya Chakri, som han havde arvet fra sin far, der havde været Chao Pharaya Chakri af Pitsanuloke gennem mere end 10 år. Denne titel blev tidligere tilegnet de største og stærkeste hærledere fra Ayuthaya (Thailands tidligere hovedstad), hvor titlen først og fremmest symboliserede de pågældendes styrke på krigsskuepladsen. I forbindelse med grundlæggelse af det nye kongedynasti valgte kong Rama I selv både navn og emblem for det nye dynasti.
Thailands nuværende konge, Maha Vajiralongkorn Bodindradebayavarangkun, er den tiende i rækken, og han betegnes derfor både som kong Vajiralongkorn og som kong Rama X af Chakri-dynastiet.

## Thailands konger fra Chakri-dynastiet
- Kong Phra Putha Yodfa Chulalok den Store, Rama I (1782-1809)
- Kong Phra Putha Loetla Nabhalai, Rama II (1809-1824)
- Kong Jessadabodindra, Rama III (1824-1851)
- Kong Mongkut, Rama IV (1851-1868)
- Kong Chulalongkorn, Rama V (1868-1910)
- Kong Vajiravudh, Rama VI (1910-1925)
- Kong Prajadhipok, Rama VII (1925-1935)
- Kong Ananda Mahidol, Rama VIII (1935-1946)
- Kong Bhumibol Adulyadej, Rama IX (1946-2016)
- Kong Vajiralongkorn, Rama X (2016- )